# Николай Найденов (кънкьор)
Николай Найденов е български професионален кънкьор.

## Биография
Роден е на 15 септември 1984 г. в София. Започва да се пързаля, когато е на 12 години. През 2004 г. става професионалист.
Печели много състезания в кариерата си в спускане с кънки.